# Gerry Staley
Pour les articles homonymes, voir Staley.
Gerald Lee Staley, dit Gerry Staley, né le 21 août 1920 à Brush Prairie, dans l'État de Washington, et décédé le 2 janvier 2008 à Vancouver dans le même État, était un lanceur de la Ligue majeure de baseball qui évolua principalement avec les St. Louis Cardinals et les Chicago White Sox.

## Biographie
Staley est drafté par les Cardinals de Saint-Louis le 24 novembre 1942 en provenance de Boise (Pioneer League) puis intègre les ligues majeures en 1947 après un passage par les ligues mineures (Pacific Coast League) et le service militaire. Solide lanceur partant des Cardinals avec trois saisons consécutives avec au moins 17 victoires (19 en 1951, 17 en 1952 et 18 en 1953), Staley est sélectionné deux fois au match des étoiles en 1952 et 1953 sous la bannière de la Ligue nationale en tant que lanceur partant.
En 1959, il aide à la conquête du fanion de la Ligue américaine sous les couleurs des Chicago White Sox au poste de lanceur de relève. Il dispute quatre matches de la série mondiale 1959 perdue contre les Dodgers de Los Angeles, lançant 8,1 manches pour une moyenne de points mérités de 2,16. Il sauve un match et en perd un. Staley connaît alors une nouvelle sélection comme lanceur de relève au match des étoiles en 1960, cette fois pour la Ligue américaine puis termine 23e du vote pour le MVP de la Ligue américaine en 1960 après avoir été 28e à ce même classement en 1959.
Il dispute son dernier match le 25 septembre 1961 et prend sa retraite le 12 octobre 1961.
Retiré dans son état natal de Washington, il est membre du State of Washington Sports Hall of Fame, du Clark County Hall of Fame et du Washington State Horseshoe Pitchers Hall of Fame.